# Gonzalo Osorio
Gonzalo Osorio (m. c. 1180), también conocido como Gonzalo Osórez, fue un noble leonés miembro del linaje de los Flaínez al ser hijo del conde Osorio Martínez y de la condesa Teresa Fernández.

## Vida
Aunque no ostentó la dignidad condal, sucedió a su padre en las tenencias de Villalobos, Mayorga, Ribera, así como de Zamora y Valderas. Fue mayordomo mayor del rey Fernando II de León entre 1176-1178 y en 1187. El 1 de diciembre de 1173, Gonzalo y su hermana Constanza otorgaron los fueros de Villalobos. En el documento, ambos se declararon hijos del conde Osorio y de la condesa Teresa «de generación real».
Igual que su madre, fue benefactor de la orden de los hospitalarios aunque en algún momento solicitó y recibió un préstamo de dicha orden que consistió en material bélico y dinero. En su testamento dejó mandas para la orden, pero parece que falleció antes de devolver el préstamo y fueron sus hermanas, Aldonza, Sancha, Constanza, y Jimena quienes en 1180 concedieron a la orden la villa de Ríbola para saldar la deuda de Gonzalo.

## Descendencia

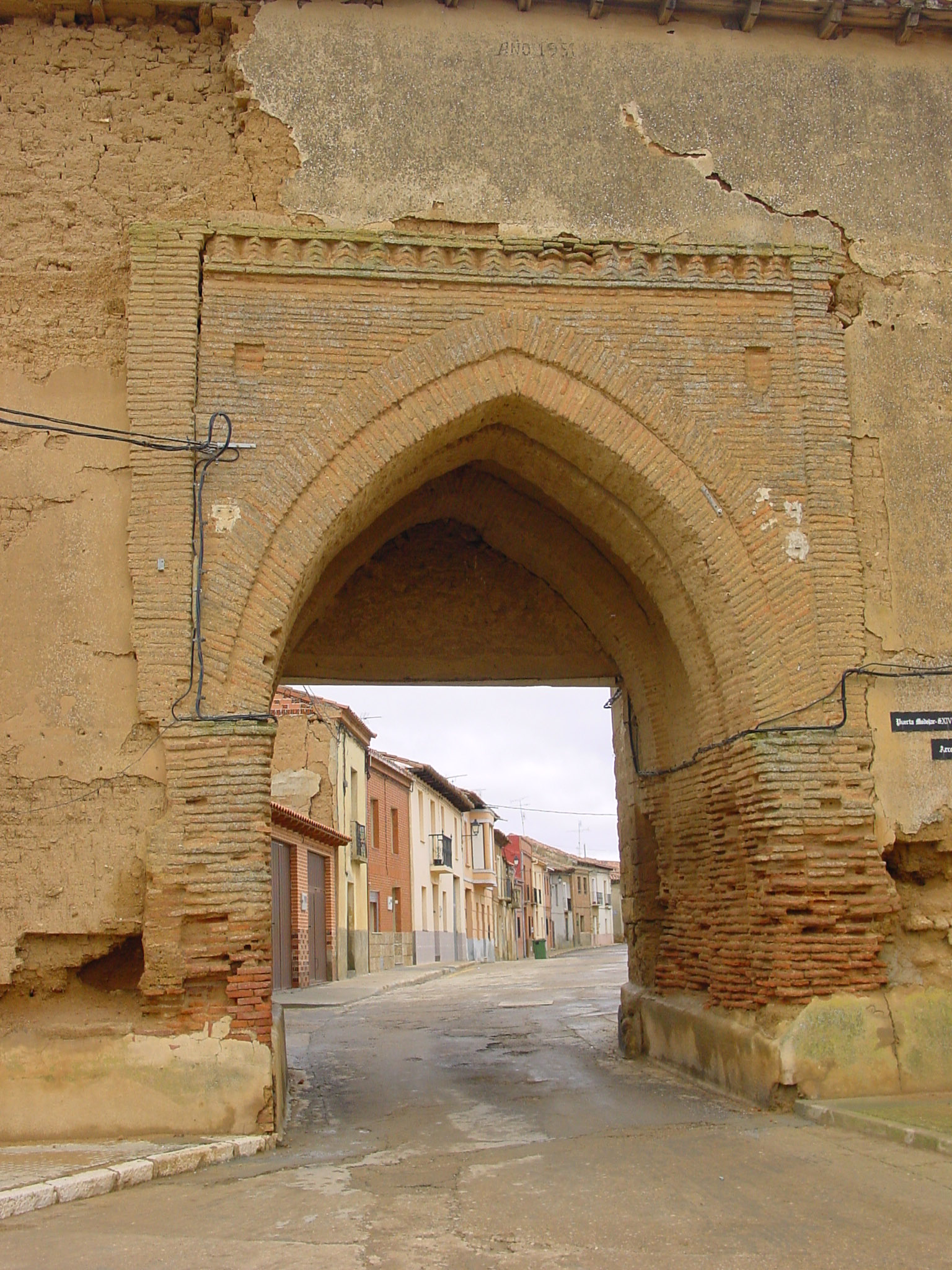
Arco de Santiago en Valderas que tiene una hornacina con la imagen de Santiago flanqueado a la izquierda por el escudo policromado de los Osorio

No se conoce el nombre de su esposa pero sí que tuvo descendencia. Sus hijos fueron:
- Fernando González de Villalobos. En junio de 1224, donó a los hospitalarios sus heredades en Maire de Castroponce así como lo que tenía Fresno de la Polvorosa.[8] Contrajo matrimonio con Elvira Peláez con quien tuvo a Teresa, esposa de Gil Manrique de Manzanedo, y a Rodrigo Fernández de Villalobos.
- Osorio González (m. c. 1220), padre de tres hijos, entre ellos, Rodrigo Osorio de quien viene la rama de este linaje que fueron marqueses de Astorga.
- Pedro González, esposo de Urraca Díaz.[9]
- Gonzalo González
- Petrona González
- María González, monja, dio a su hermano Fernando en abril de 1200 toda la hacienda que tenía en Castilla y en León.[10]